# Adam Borys

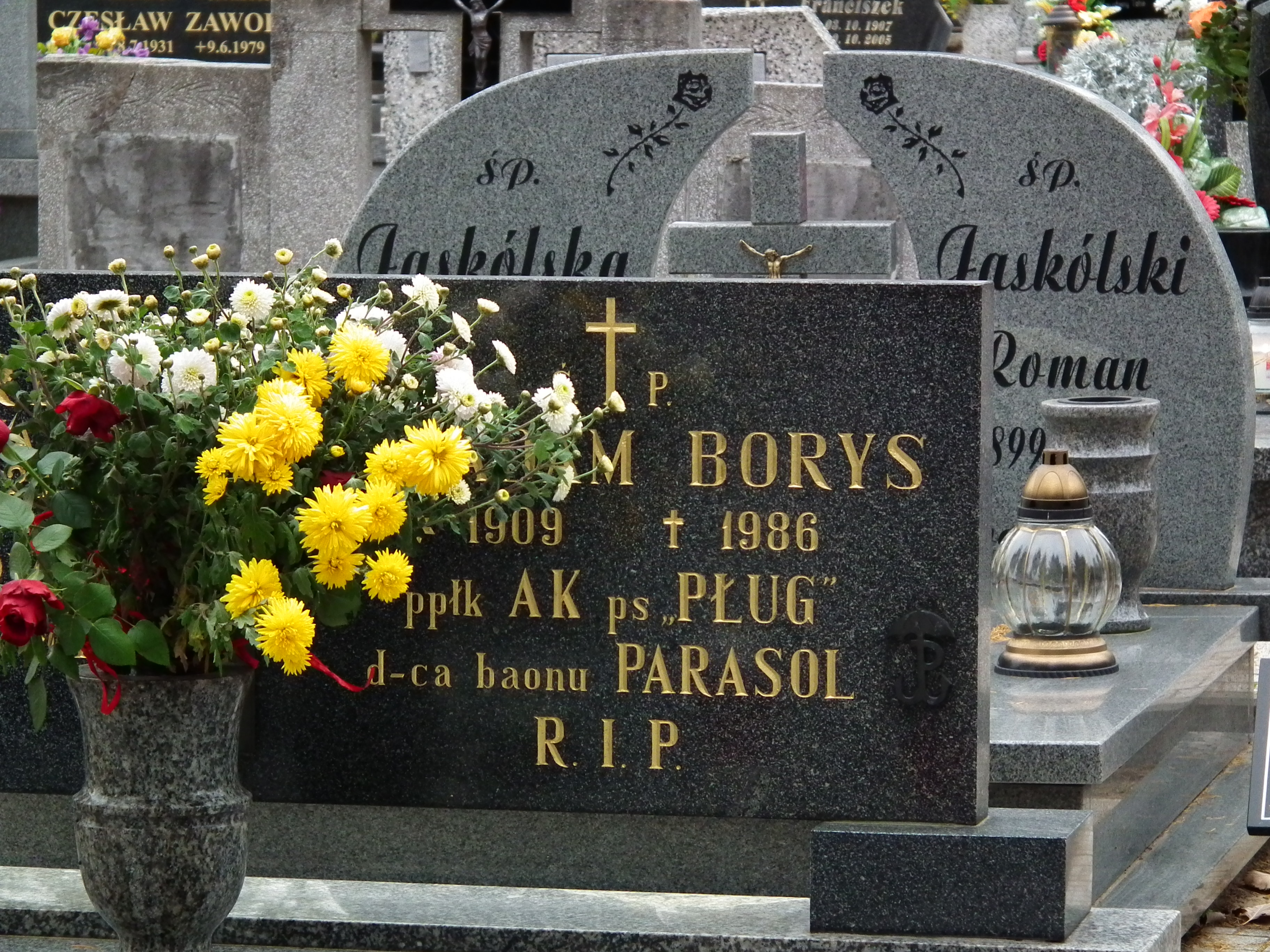
Grób w Witkowie

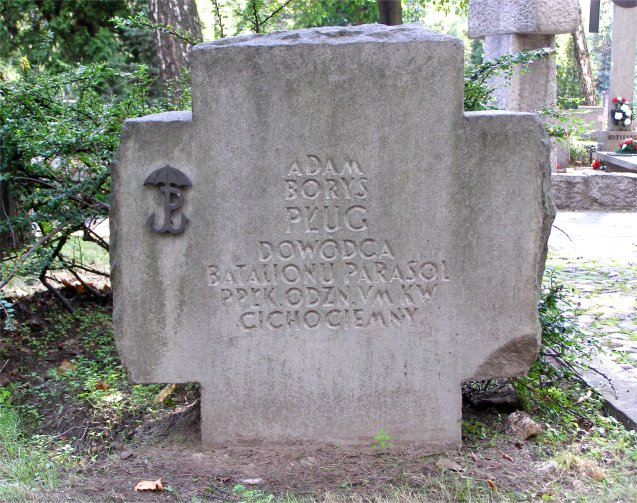
Symboliczny grób Adama Borysa na Cmentarzu Powązkowskim Wojskowym

Adam Borys ps. Pług, Adam Gałecki, Bryl, Kar, Dyrektor, Pal vel Adam Burda, vel Adam Gałecki (ur. 10 grudnia 1909 w Niechanowie, zm. 27 sierpnia 1986 w Witkowie) – inżynier rolnik, podpułkownik Wojska Polskiego, oficer Polskich Sił Zbrojnych, Armii Krajowej, uczestnik kampanii wrześniowej, Powstania Warszawskiego, organizator i pierwszy dowódca batalionu „Parasol”, cichociemny. Znajomość języków: niemiecki, angielski, francuski. Zwykły Znak Spadochronowy nr 1254, Bojowy Znak Spadochronowy nr 1624.

## Życiorys
Od 1916 uczył się w szkole powszechnej w majątku hr. Żółtowskiego w Niechanowie, od 1920 w Gimnazjum Klasycznym im. A. Mickiewicza (obecnie I Liceum Ogólnokształcące im. Bolesława Chrobrego w Gnieźnie), w 1928 zdał egzamin dojrzałości. Działał w ZHP, harcerz 3 Gnieźnieńskiej Drużyny Harcerzy im. Hetmana Stanisława Żółkiewskiego. 
Od 15 lipca 1928 słuchacz Szkoły Podchorążych Rezerwy Artylerii we Włodzimierzu Wołyńskim, po jej ukończeniu od 21 kwietnia 1929 na praktyce w 17 Pułku Artylerii Lekkiej. Awansowany na stopień podporucznika ze starszeństwem od 1 stycznia 1932.
Od 1929 student Wydziału Rolniczo-Leśnego Uniwersytetu Poznańskiego, działał w Korporacji Chrobria. W lutym 1935 obronił dyplom inżyniera rolnictwa. Podczas studiów na rocznej praktyce w przemyśle rolno – spożywczym. Od stycznia 1935 podjął pracę w Izbie Rolnej w Poznaniu, od sierpnia 1935 na rocznym stażu w przemyśle mięsnym w Chicago (USA), jako stypendysta Fundacji Kościuszkowskiej. Od 1936 inspektor standaryzacji Polskiego Związku Eksporterów Bekonu i Artykułów Zwierzęcych w Warszawie, opracował normy standaryzacyjne dla produkcji eksportowej. Awansowany na stopień porucznika 1 stycznia 1938 i 25. lokatą w korpusie oficerów artylerii. 

## II wojna światowa
W kampanii wrześniowej 1939 jako dowódca baterii formowanego 55 Pułku Artylerii Lekkiej Ośrodka Zapasowego Artylerii nr 7 w Kielcach. 20 września przekroczył wraz z baterią granicę polsko-węgierską. Internowany w obozie dla oficerów Győr nad Dunajem. 19 grudnia uciekł, przez Jugosławię, z portu Split statkiem s/s „Attika” dotarł do Marsylii (Francja). W styczniu 1940 w Caripagne wstąpił do Polskich Sił Zbrojnych pod dowództwem francuskim, przydzielony do Ośrodka Artylerii w La Roche sur Yon. Od kwietnia do maja 1940 uczestnik kursu oficerów zwiadowczych w Coëtquidan, następnie przydzielony jako oficer zwiadowczy 2 dywizjonu 3 Pułku Artylerii Lekkiej 3 Dywizji Piechoty. 
Po upadku Francji ewakuowany 22 czerwca 1940 z La Turballe, dotarł 25 czerwca 1940 do Liverpoolu (Wiela Brytaniia). Wstąpił do Polskich Sił Zbrojnych na Zachodzie pod dowództwem brytyjskim, przydzielony jako oficer zwiadowczy 1 baterii 1 Dywizjonu Artylerii Lekkiej1 Brygady Strzelców. Od 18 października 1940 przydzielony do 1 Samodzielnej Brygady Spadochronowej.  
Zgłosił się do służby w kraju. Przeszkolony ze specjalnością w dywersji, m.in. na kursach specjalnych dla kandydatów na cichociemnych, m.in.: sabotażu (STS 17, Brickendonbury), spadochronowym (1 SBS, Largo House, STS 51, Ringway), walki konspiracyjnej, odprawowym (STS 43, Audley End), i in. Zaprzysiężony na rotę ZWZ/AK 7 kwietnia 1942 w Londynie, awansowany na stopień kapitana ze starszeństwem od 1 października 1942.
Skoczył ze spadochronem do okupowanej Polski w nocy 1/2 października 1942, w sezonie operacyjnym „Intonacja”, w operacji lotniczej „Hammer”, dowodzonej przez por. Radomira Walczaka, po starcie z lotniska RAF Tempsford, z samolotu Halifax W-1229 „A”  (138 Dywizjon RAF) na placówkę odbiorczą „Bór” 205 (kryptonim polski, brytyjskie oznaczenie numerowe pinpoints), w okolicach miejscowości Gościewicz, Głosków, 6,5 km od Garwolina. Razem z nim skoczyli: por. Stanisław Kotorowicz ps. Kron, mjr Bronisław Żelkowski ps. Dąbrowa oraz kurier polityczny Delegatury Rządu na Kraj st. strz. Jan Cegłowski ps. Konik. 
Po aklimatyzacji do realiów okupacyjnych w Warszawie w dyspozycji szefa Kedywu KG AK jako instruktor na szkoleniach dywersyjnych. Od 1 kwietnia 1943 przydzielony do Kedywu Komendy Głównej Armii Krajowej jako zastępca mjr. Jana Kiwerskiego, dowódcy oddziału dyspozycyjnego ,„Motor 30” „Sztuka 90”, w maju 1943 w sile dwóch batalionów.
Od czerwca 1943 organizator oraz dowódca utworzonego 1 sierpnia 1943 oddziału do walki z Gestapo o kryptonimie Agat, później „Pegaz”, następnie „Parasol”, sformowanego z harcerzy Szarych Szeregów. Oddział „Parasol” w lipcu 1944 liczył 440 żołnierzy, sformowanych w trzy kompanie. Przeprowadził wiele akcji bojowych oraz rozbrojeniowych a także spektakularne zamachy na wysokich funkcjonariuszy SS, policji i Gestapo, m.in. akcja Bürkl, akcja Kretschmann, akcja Weffels, akcja „Kutschera”, akcja Koppe, akcja w Celestynowie. Jako dowódca brał w nich udział jako obserwator.
W Powstaniu Warszawskim nadal jako dowódca batalionu „Parasol” na Woli, w składzie Zgrupowania „Radosław”. 6 sierpnia ciężko ranny w rękę (roztrzaskana kość przedramienia) wskutek postrzału snajpera podczas walk w obronie cmentarzy wolskich. Operowany w szpitalu Jana Bożego, następnie leczony przy ul. Foksal oraz w szpitalu powstańczym przy ul. Mokotowskiej. Pozostał inwalidą (bezwładne lewe ramię).
Po kapitulacji Powstania od października 1944 w niewoli niemieckiej, osadzony w oflagu IV B w Zeithain. 9 maja 1945 uwolniony przez wojska brytyjskie.

## Po wojnie
W 1945 powrócił do kraju, od czerwca na leczeniu w Warszawie. W lipcu 1945 aresztowany przez funkcjonariuszy UB i osadzony w więzieniu mokotowskim. Po amnestii zwolniony. 
Od września 1945 kierownik pracowni białka zwierzęcego Instytutu Gospodarstwa Wiejskiego w Bydgoszczy, Od sierpnia 1946 stypendysta UNRRA, na ośmiomiesięcznym stażu w USA i Wielkiej Brytanii. Po powrocie do kraju, od 1947 naczelny inspektor standaryzacji w Międzyministerialnej Komisji Aktywizacji Eksportu. Od lipca 1950 kierownik kontroli technicznej Zjednoczenia Przemysłu Mięsnego w Poznaniu, 31 marca 1952 zwolniony. Powrócił do Witkowa, pracował na działce 1,5 ha. Inwigilowany i szykanowany przez UB.
Od 1955 technolog konserw drobiowych Zakładów Drobiarskich w Prochowicach Śląskich. Od stycznia 1959 dyrektor Instytutu Przemysłu Mięsnego w Warszawie. Od 1957 adiunkt oraz wykładowca w Wyższej Szkole Rolniczej w Olsztynie, promotor 27 prac magisterskich. W latach 1958–1968 pracował jako dyrektor Instytutu Przemysłu Mięsnego. W marcu 1965 obronił pracę doktorską na Wydziale Przemysłu Rolno-Spożywczego SGGW w Warszawie, 5 lipca 1965 uzyskał stopień doktora nauk technicznych.
Autor i współautor wielu publikacji z zakresu technologii rolno-spożywczych. W lipcu i sierpniu 1947 uczestnik Kongresu Mikrobiologów w Kopenhadze, we wrześniu 1947 Światowego Kongresu Przemysłu Konserwowego w Parmie. W sierpniu 1966 sekretarz międzynarodowego Kongresu Międzynarodowej Unii Nauki i Technologii Żywności w Warszawie. Od 1 maja 1968 kierownik Zakładu Podstawowych Procesów Technologicznych, w 1972 uzyskał stopień docenta. 
Zmarł 27 sierpnia 1986 r. w Witkowie. Pochowany na tamtejszym cmentarzu. Symboliczny grób znajduje się na Cmentarzu Wojskowym na Powązkach w Warszawie w kwaterze „Parasola”.

## Awanse
- podporucznik – ze starszeństwem od 1 stycznia 1932
- porucznik – 1 stycznia 1938
- kapitan – ze starszeństwem od 1 października 1942
- major
- podpułkownik[3]

## Ordery i odznaczenia
- Krzyż Srebrny Orderu Virtuti Militari[9]
- Krzyż Walecznych[9]
- Złoty Krzyż Zasługi z Mieczami[10]

## Życie rodzinne
Syn Walentego, właściciela mleczarni w Witkowie oraz Heleny z domu Bartz. W 1945 zawarł związek małżeński z Janiną z domu Trzaskowską (ur. 1918), pielęgniarką, z którą razem byli w niewoli niemieckiej. Mieli pięcioro dzieci, czterech synów: Jerzego (ur. 1946), absolwenta SGGW, Bronisława (ur. 1947) dr nauk rolniczych, Andrzeja (ur. 1948) dr nauk technicznych, Huberta (ur. 1950) absolwenta, dr hab. ASP w Warszawie oraz córkę Marię (ur. 1949) absolwentkę SGGW, nauczycielkę, zamężną Kern – Jędrychowską.

## Upamiętnienie
Jest patronem szkoły podstawowej w Witkowie.
Decyzją Ministra Obrony Narodowej nr 128/MON z 13 września 2022 ppłk Adam Borys ps. Pług został patronem 54 batalionu lekkiej piechoty wchodzącego w skład 5 Mazowieckiej Brygady Obrony Terytorialnej